# プント・アズール
プント・アズール（Punto Azul）は赤道ギニアの首都マラボを拠点とする地域航空会社。ハブ空港のマラボ国際空港から国内を含め近隣諸国への定期便を運行している。また、赤道ギニアの石油産業、ガス産業向けのチャーター便や貨物チャーター便も運行している。.

## 就航路線
2016年1月の就航路線は以下
- マラボ, 赤道ギニア - ハブ
- バタ, 赤道ギニア
- ヤウンデ, カメルーン
- ドゥアラ, カメルーン
- アクラ, ガーナ
- サントメ, サントメ・プリンシペ

なお，EU域内乗り入れ禁止航空会社であるため，EU域内には就航していない。

## 機材
2016年6月現在の運用機材は以下。現在の機材は全てECCリーシング・カンパニーからのリース機材。

## クラブ・アズール
プント・アズールは赤道ギニアの航空会社として初めてマイレージサービスを導入した。